# Thomas Burgener
Pour les personnes ayant le même patronyme, voir Burgener.
Thomas Burgener, né le 11 août 1954 à Viège (originaire du même lieu), est une personnalité politique suisse, membre du Parti socialiste. Il est député du canton du Valais au Conseil national de 1997 à 1999 et conseiller d'État de 1999 à 2009.

## Biographie
Thomas Burgener naît le 11 août 1954 à Viège, dont il est également originaire. Son père, Paul-Eugène Burgener, est juge cantonal. En 1979, il obtient une licence en droit à l'Université de Fribourg, puis un diplôme de notaire en 1980 et un diplôme d'avocat en 1981. Il a une étude d'avocat et notaire à Viège de 1981 à 1999,.  
Avant son élection au Conseil d'État en 1999, il est membre du comité de l'Initiative des Alpes. Il est président du comité directeur de la Ligue pulmonaire suisse depuis juin 2019. 
Il est marié et père de deux enfants.

## Parcours politique
Membre du Parti socialiste depuis 1974, Thomas Burgener entre à l'exécutif de Viège en 1985 et est élu vice-président en décembre 1996,. Il démissionne à la fin du mois de juillet 1997 à la suite de son accession au Conseil national. Il est député au Grand Conseil du canton du Valais de 1989 à 1997 et y est chef du groupe du Parti socialiste du Haut-Valais. En tant que député, il est rapporteur de la commission d'enquête parlementaire sur l'« affaire Dorsaz », créée pour enquêter sur les provisions que la Banque cantonale du Valais a dû constituer en raison des risques liés au financier Jean Dorsaz,. Il entre au Conseil national en 1997, pour succéder à son collègue de parti Peter Bodenmann, élu au Conseil d'État. 
Lorsque Peter Bodenmann démissionne du Conseil d'État en 1999, Thomas Burgener est le candidat du Parti socialiste à sa succession. Le 9 mai 1999, il arrive en tête du premier tour de l'élection complémentaire, devançant la démocrate-chrétienne Viola Amherd, la libérale Chantal Balet et l'indépendant Michel Carron, mais il n'obtient pas la majorité absolue. Deux semaines plus tard, le 23 mai 1999, il est élu au second tour de scrutin avec une large avance sur Viola Amherd, profitant du fait que le Parti radical-démocratique a appelé à voter pour lui. En juin, il démissionne du Conseil national. Il prend en charge le Département de la santé, des affaires sociales et de l’énergie (DSSE). Il est réélu au Conseil d'État le 18 mars 2001 et le 9 mars 2005. Il préside le Conseil d'État du 1er mai 2002 au 30 avril 2003 et du 1er mai 2006 au 30 avril 2007. En 2009, il ne se représente pas pour une nouvelle législature. 
Lors des élections fédérales de 2015, il est candidat au Conseil des États. Il termine en cinquième position au premier tour de scrutin et renonce à se présenter au second tour. 